# Велике Лоче
Велике Лоче (словен. Velike Loče) — поселення в общині Хрпелє-Козіна, Регіон Обално-крашка, Словенія. Висота над рівнем моря: 548,6 м.